# Politische Anthropologie
Die Politische Anthropologie ist sowohl ein Teilgebiet der Politischen Theorie und Ideengeschichte als auch der Philosophischen Anthropologie. Forschungsgegenstand sind Versuche, Formen der politischen Regelung aus der Natur des Menschen (oder auch dessen kulturellen Besonderheiten) abzuleiten. So sieht Dirk Jörke die Besonderheit der politischen gegenüber der allgemeineren philosophischen Anthropologie darin, dass sie auf die „Rechtfertigung oder Fundierung grundlegender Rahmungen“ des menschlichen Zusammenlebens, mit denen auch verschiedenste Formen kollektiver Zwangsgewalt einhergehen, abziele. Als „klassisches Beispiel hierfür“ nennt er zunächst rechtliche Normen. Aber auch für die Begründung überpositiver Menschenrechte können anthropologische Annahmen von Bedeutung sein. Nach diesem Verständnis der politischen Anthropologie geht es um „Begründungsprogramme“, die „von anthropologischen Universalien auf politisch-rechtliche Normierungen“ schließen.
Bereits 1967 nannte Georges Balandier drei Ziele, die die politische Anthropologie anstrebe und sie bestimmen: Erstens eine „Festlegung des Politischen“, die nicht „allein an sogenannte historische Gesellschaften oder das Bestehen eines Staatsapparates geknüpft wird“. Zweitens eine „Erhellung“ der Prozesse der Entstehung und Veränderung politischer Systeme durch Forschung, die parallel zur historischen durchgeführt wird. Drittens vergleichende Untersuchung, die verschiedene Ausprägungen politischer Realität nicht nur auf eine bestimmte Geschichte, die Europas, beschränkt, „sondern in ihrer ganzen historischen und geographischen Ausdehnung umfaßt.“ Allerdings kann die angelsächsische political anthropology (siehe Politikethnologie), die hauptsächlich kulturell beeinflusste politische Verhaltensweisen erforscht und wo es nicht um etwa körperliche oder sprachliche anthropologische Konstanten geht, von der politischen Anthropologie abgegrenzt werden.